# إدموند ماريون آش
إدموند ماريون آش (بالإنجليزية: Edmund Marion Ashe)‏ هو فنان أمريكي، ولد في 1867 في نيويورك في الولايات المتحدة، وتوفي في 1941 في ويستبورت (كونيتيكت) في الولايات المتحدة.